# Veroli
Veroli je italská obec v provincii Frosinone v oblasti Lazio.
K 31. prosinci 2011 zde žilo 20 788 obyvatel.

## Sousední obce
Alatri, Balsorano, Boville Ernica, Collepardo, Frosinone, Monte San Giovanni Campano, Morino, Ripi, San Vincenzo Valle Roveto, Sora, Torrice